# Quartetto d'archi (album)
Quartetto d'archi è un album del 1996 di Edoardo Bennato con i Solis String Quartet. È una raccolta di canzoni del vecchio repertorio del musicista, rivisitate in chiave classica.

## Tracce
1. Dotti, medici e sapienti - 2:40
2. L'isola che non c'è - 3:39
3. Mangiafuoco - 4:09
4. Chi non salta - 3:45
5. Troppo troppo (con Katia Ricciarelli) - 3:43
6. Cantautore - 4:24
7. Tutti - 3:23
8. La chitarra - 3:58
9. Un giorno credi - 3:00
10. Le ragazze fanno grandi sogni - 3:04
11. La fata - 3:58
12. Non farti cadere le braccia - 3:25
13. Detto tra noi - 3:15
14. Insieme lo denunciam (con Katia Ricciarelli) - 4:11
15. Il rock di capitan Uncino - 4:23
16. In fila per tre - 3:11